# Dungannon
Dungannon (en gaèlic irlandès Dún Geanainn, que vol dir fortalesa de Geanainn; en escocès d'Ulster Rathgannon) és una vila d'Irlanda del Nord, al comtat de Tyrone, a la província de l'Ulster. Està situada en la baronia de Dungannon Middle i la parròquia civil de Drumglass.

## Demografia

### Població delseglexix
La població de la ciutat va créixer durant el segle xix:
| Any      | 1841  | 1851  | 1861  | 1871  | 1881  | 1891  |
| -------- | ----- | ----- | ----- | ----- | ----- | ----- |
| Població | 3.801 | 3.854 | 3.994 | 3.886 | 4.084 | 3.812 |
| Cases    | 675   | 686   | 720   | 727   | 812   | 830   |

### Població del segle XXI
Segons el darrer cens (29 d'abril de 2011) hi havia 15.889 habitants a Cookstown.
- 32,5% tenien menys de 18 anys i el 14,8% en tenien 60 o més
- 49,9% de la població és masculina i el 50,1% era femenina
- 52,0% eren catòlics irlandesos i el 30,0% són protestants
- 18% de la població pertany a altres religions

## Història
La fortuna de Dungannon han estat estretament lligada a la de la dinastia O'Neill que va governar la major part de l'Ulster fins al segle xvii i va ser la més poderosa família gaèlica. Dungannon era principal bastió del clan que el va fer per defecte l'assentament més important de la Irlanda gaèlica. El lloc tradicional dels O'Neill, era Tullyhogue Fort, un monticle de l'Edat de Ferro uns quatre quilòmetres al nord-est de Dungannon. El clan O'Hagan van ser els administradors d'aquest lloc per als O'Neill. L'últim castell es troba en el que avui es coneix com el turó del castell. La ubicació era ideal per a una fortalesa, ja que va ser un dels punts més alts de Tyrone, i dominava el paisatge dels voltants, amb capacitat per a veure set comtats en funció de les condicions meteorològiques. La seva ubicació va fer que l'Exèrcit britànic utilitzés l'emplaçament per a una instal·lació de seguretat durant el Conflicte d'Irlanda del Nord, i només es retorna a l'Ajuntament l'agost de 2007.
Aquest castell va ser incendiat en 1602 per Hugh O'Neill, segon comte de Tyrone quan les forces angleses assetjaren els senyors gaèlics cap al final de la Guerra dels Nou Anys (Irlanda). En 1607,  noranta-nou caps irlandesos i els seus seguidors, entre ells Hugh O'Neill, va salpar de Rathmullan (comtat de Donegal) amb destinació al continent. El que va seguir va ser conegut com la Colonització d'Ulster i la ciutat i el seu castell es van concedir a Sir Arthur Chichester, l'arquitecte de la colonització.
El castell fou excavat parcialment en octubre de 2007 pel programa Time Team del Channel 4 deixant al descobert part dels murs.

### Després dels O'Neill
Dungannon continuà sent la seu del comtat de Tyrone després de la Colonització, però els jutges de l'Alt Tribunal que viatjaven de Dungannon al tribunal eren atacats a la vila de Cappagh, raó per la qual la capital fou traslladada a Omagh. En 1973 la vila esdevé seu del nou districte de Dungannon.

### Na tribloidí
- El 24 d'agost de 1968, durant la Campanya per la Justícia Social (CSJ), l'Associació pels Drets Civils a Irlanda del Nord (NICRA), i altres grups, es va celebrar la primera marxa dels drets civils a Irlanda del Nord sortint de Coalisland per Dungannon. La manifestació va ser prohibida oficialment, però es va dur a terme, i va transcórrer sense incidents. La publicitat al voltant de la marxa va animar altres grups que protestaven per formar les branques de NICRA[6]
- Dungannon era un dels vèrtexs de l'infame triangle de la mort durant el conflicte. Per obtenir més informació, consulteu Conflicte d'Irlanda del Nord a Dungannon.

## Townlands
Dungannon va sorgir en un townland anomenat Drumcoo, a la parròquia de Drumglass. Amb el temps, l'àrea urbana s'ha estès als townlands veïns. Molts dels seus carrers i urbanitzacions porten el nom d'elles.
Aquesta és una llista dels townlands i llurs etimologies:
- Ballynorthlan
- Ballysaggart
- Drumcoo (de Druim Cuaiche que vol dir cresta del cucut)
- Drumharriff (de Druim Thairbh que vol dir "cresta del brou")
- Gortmerron (de Gort Mearain que vol dir "camp de Merron")
- Killymaddy (de Coill na Madaí que vol dir "bosc dels gossos")
- Killymeal
- Lisnaclin (de Lios na Clinge que vol dir "fortificació de la campana")
- Lisnahull (de Lios na hOlna que vol dir "fortificació de la llana")
- Lurgaboy (de Lurga Buí que vol dir "gran turó groc")
- Mullaghadun (de Mullach a' Dúin que vol dir "cim del turó de la fortalesa")
- Mullaghannagh (de Mullach Eanach que vol dir "turó pantanós")
- Mullaghconnor (de Mullach Chonchobhair que vol dir "turó de Conchobhair")
- Mullaghmore (de Mullach Mór que vol dir "gran turó")

## Personatges il·lustres
- Thomas J. Clarke, un dels executats per l'aixecament de Pasqua de 1916.